# Mike Zeck
Mike Zeck (Greenville, 6 settembre 1949) è un fumettista statunitense.

## Biografia
Zeck è figlio di Michael e Kathryn Jean Zeck.  Il suo primo ricordo dei fumetti è del 1953, in occasione di un ricovero per una tonsillectomia, quando il suo letto d'ospedale era ricoperto di fumetti.
Ha frequentato la Ringling School of Art, e ha cominciato la sua carriera nei fumetti nel 1974 creando le illustrazioni per la Charlton Comics. Nel 1977, Zeck cominciò a lavorare per la Marvel Comics sul personaggio Shang-Chi. Ha lavorato inoltre per la DC Comics per titoli quali  Aquaman, Legends of the Dark Knight, Green Lantern, Captain America, G.I. Joe e  Deathstroke, The Terminator .
È maggiormente noto, però, per il lavoro del 1987, L'ultima caccia di Kraven, scritta da J. M. DeMatteis, e con protagonista l'Uomo Ragno, e per la miniserie Punisher del 1985-1986 (scritta da Steven Grant, raccolta in volume con il titolo Circle of Blood), oltre che per la miniserie Guerre segrete.